# (8105) 1994 WH2
1994 دابليو إتش 2 (ويعرف أيضًا باسم (8105) 1994 دابليو إتش 2 وفق تسمية الكوكب الصغير) (بالإنجليزية: 1994 WH2)‏ هو كويكب ضمن حزام الكويكبات؛ وترتيبه 8105 من حيث الاكتشاف.
اكتُشف هذا الجُرم الفلكي بواسطة هيروشي كانيدا في 28 نوفمبر 1994.

## وصلات خارجية
- (8105) 1994 WH2 في قاعدة بيانات مختبر الدفع النفاث لأجرام النظام الشمسي الصغيرة

- الاكتشاف · مخطط المدار ·  العناصر المدارية · المعلمات المادية

- (8105) 1994 WH2 على موقع ويكي سكاي: DSS2, SDSS, GALEX, IRAS, Hydrogen α, X-Ray, Astrophoto, Sky Map, Articles and images